# IPhone 4S
iPhone 4S – smartfon firmy Apple. Jest następcą iPhone'a 4. Zaprezentowany został 4 października 2011. Pierwszy system, jaki obsługiwał, to iOS 5, a ostatni to iOS 9.3.6. Ma ekran typu Retina o przekątnej 3,5 cala. Nie jest już produkowany przez Apple. Jego następca to iPhone 5.